# Rainbow World Tour
Rainbow World Tour è il quarto tour della cantautrice Mariah Carey, per promuovere l'album Rainbow.

## La Storia del Tour
Carey pubblicò il suo nono album Rainbow nel novembre del 1999 e decise di andare in tour per promuoverlo. Diversamente dalle precedenti esibizioni, il Butterfly World Tour, questo marcò il primo tour della Carey negli USA in 7 anni, dopo il Music Box Tour del 1993, che le procurò una serie di critiche negative iniziali. Oltre a visitare più stati Europei, la Carey visitò anche Singapore per la prima volta.
Il tour fruttò $7 milioni nelle sole date nel Nord America, secondo la rivista Billboard. Reazioni negative si mischiarono a quelle positive, specialmente negli Stati Uniti. Molte persone la rimproverarono di avere una voce roca e stanca durante questo tour. Riguardo alla performance di debutto in America, allo Staples Center di Los Angeles, Variety disse "Lo show di Mariah Carey implora sia semplicità sia coerenza." Riguardo alla data allo United Center, e riflettendo il fatto che quella era la prima volta che Mariah andava in tour scarsamente vestita, il Chicago Sun-Times scrisse che la Carey "si era trasformata da una aspirante Whitney ad una aspirante Britney" e definì il suo approccio al concerto "difficile da interpretare."
Le ultime tre date del tour furono rimandate di qualche giorno (ad esempio, la data del 4 aprile a Boston fu spostata al 13) dopo che la Carey subì un avvelenamento da cibo, provocato dall'aver mangiato ostriche crude dopo il concerto ad Atlanta.

## Il concerto
Durante questo tour, Mariah eseguì nuove canzoni dall'album Rainbow, come "Can't Take That Away", "Heartbreaker", "Petals", "Thank God I Found You" e molte altre, inclusi alcuni dei suoi più grandi successi.
Ancora una volta, l'amico di vecchia data Trey Lorenz appariva come uno dei coristi di Mariah.

## Scaletta del Tour
- Petals (Intro)
- Emotions
- My All
- Dreamlover
- X-Girlfriend
- Vulnerability (Interlude)
- Against All Odds (Take a Look at Me Now)
- Without You
- Make It Happen
- Thank God I Found You
- Fantasy (Remix)
- Always Be My Baby
- Crybaby
- Close My Eyes
- Petals
- Can't Take That Away
- Heartbreaker
- Honey
- Vision of Love
- Rainbow (Interlude)
- Hero
- Butterfly (Outro)

La scaletta del tour subì delle leggere modifiche. In particolare "Make It Happen" e "Without You" vennero cantate nelle date europee, ma non in tutte.

## Date del tour
| Europa           |             |             |                                  |
| Data             | Città       | Paese       | Luogo                            |
| 14 febbraio 2000 | Anversa     | Belgio      | Sportpaleis                      |
| 17 febbraio 2000 | Milano      | Italia      | Fila Forum                       |
| 20 febbraio 2000 | Colonia     | Germania    | Kölnarena                        |
| 23 febbraio 2000 | Parigi      | Francia     | Palais Omnisports de Paris-Bercy |
| 26 febbraio 2000 | Londra      | Regno Unito | Wembley Arena                    |
| 29 febbraio 2000 | Madrid      | Spagna      | Palacio de Deportes              |
| Asia             |             |             |                                  |
| Data             | Città       | Paese       | Luogo                            |
| 4 marzo 2000     | Osaka       | Giappone    | Osaka Dome                       |
| 7 marzo 2000     | Tokyo       | Giappone    | Tokyo Dome                       |
| 9 marzo 2000     | Tokyo       | Giappone    | Tokyo Dome                       |
| 13 marzo 2000    | Singapore   | Singapore   | Singapore National Stadium       |
| America del Nord |             |             |                                  |
| Data             | Città       | Paese       | Luogo                            |
| 16 marzo 2000    | Los Angeles | Stati Uniti | Staples Center                   |
| 18 marzo 2000    | Las Vegas   | Stati Uniti | Thomas & Mack Center             |
| 21 marzo 2000    | San Jose    | Stati Uniti | San Jose Arena                   |
| 25 marzo 2000    | Chicago     | Stati Uniti | United Center                    |
| 29 marzo 2000    | Miami       | Stati Uniti | American Airlines Arena          |
| 1º aprile 2000   | Atlanta     | Stati Uniti | Philips Arena                    |
| 11 aprile 2000   | New York    | Stati Uniti | Madison Square Garden            |
| 13 aprile 2000   | Boston      | Stati Uniti | Fleet Center                     |
| 18 aprile 2000   | Toronto     | Canada      | Air Canada Centre                |